# Tip Top (film)
Pour les articles homonymes, voir Tip Top (homonymie).
Pour plus de détails, voir Fiche technique et Distribution.
Tip Top est un  film français réalisé par Serge Bozon, sorti le 11 septembre 2013.
Il s'agit de l'adaptation libre du roman homonyme de l'écrivain britannique Bill James, traduit en français sous le titre Mal à la tête.
C'est le second long métrage de Serge Bozon après La France (2007). Le film est sélectionné à la Quinzaine des réalisateurs du festival de Cannes 2013, mais fait un flop en salles.

## Synopsis
Un indic est assassiné dans une ville du nord. Deux enquêtrices de la brigade des polices, Esther Lafarge et Sally Marinelli, sont envoyées pour enquêter au sein du commissariat avec lequel travaillait l'indic.
L'indic participait à un réseau de trafic de drogue géré par une femme du quartier. Un nouvel indic prend le relais. Il permettra de dévoiler celui qui a trahi l'indic assassiné, le commissaire Bontemps.

## Fiche technique
- Titre : Tip Top
- Réalisation : Serge Bozon
- Scénario : Serge Bozon, Odile Barski et Axelle Ropert
- Photographie : Céline Bozon
- Société de production : Les Films Pelléas, Cinémage 7
- Budget : 4 millions d'euros[2].

## Distribution
- Isabelle Huppert : Esther Lafarge
- Sandrine Kiberlain : Sally Marinelli
- François Damiens : Robert Mendès
- Karole Rocher : Virginie Bénamar
- Samy Naceri : Gérald
- François Négret : Nadal
- Aymen Saïdi : Younès
- Élie Lison : Rozinski

## Production

### Genèse
Le scénario, écrit par Serge Bozon, Axelle Ropert et Odile Barski, est librement adapté du roman éponyme de l'écrivain britannique Bill James, (traduit en français sous le titre Mal à la tête).

### Tournage
Le tournage du film commence en mai 2012 et a lieu en Belgique (Namur, Jambes, Wépion et Athus notamment) ainsi qu'au Grand-duché de Luxembourg.
Le film est produit par David Thion pour Les Films Pelléas.

## Bande originale
Sauf indication contraire ou complémentaire, les informations mentionnées dans cette section proviennent du générique de fin de l'œuvre audiovisuelle présentée ici.
- Ve Ölüm par 3 Hür-El (en) de 1970 (Younès danse dans le bar ; fredonné en voiture par Robert ; début du générique de fin).

## Accueil

### Réception critique
Sur l'agrégateur américain Rotten Tomatoes, le film récolte 53 % d'opinions favorables pour 15 critiques. Sur Metacritic, il obtient une note moyenne de 64⁄100 pour 7 critiques.
En France, le site Allociné propose une note moyenne de 3,1⁄5 à partir de l'interprétation de critiques provenant de 21 titres de presse. Lors de sa présentation à la quinzaine des réalisateurs en mai 2013, le film reçoit un accueil assez mitigé[réf. souhaitée].
Jacky Goldberg, critique aux Inrockuptibles y voit le « film génial d'un grand malade ». Dans Le Monde, Jacques Mandelbaum a lui aussi apprécié le film, qu'il rapproche du burlesque des films de Jean-Pierre Mocky. Olivier Père le compare à la fois à Jean-Pierre Mocky et Claude Chabrol d'un côté et à Jacques Tourneur de l'autre. En revanche, la rédaction du Figaro n'a pas apprécié le film et le considère comme le pire film du festival.
Le film est 21e dans la liste des pires films de tous les temps sur Allociné, avec une note des spectateurs de 1,2/5.

### Box-office
Après 9 semaines d'exploitation en salles, le film est un échec commercial avec 82 834 spectateurs au total.

## Distinction

### Récompense
- Festival de Cannes 2013 : Prix SCAD - Mention spéciale (sélection « Quinzaine des réalisateurs »)[14].

## Autour du film
- Dernier rôle au cinéma pour Élie Lison, décédé peu après la sortie du film.